# Anton Beer-Walbrunn

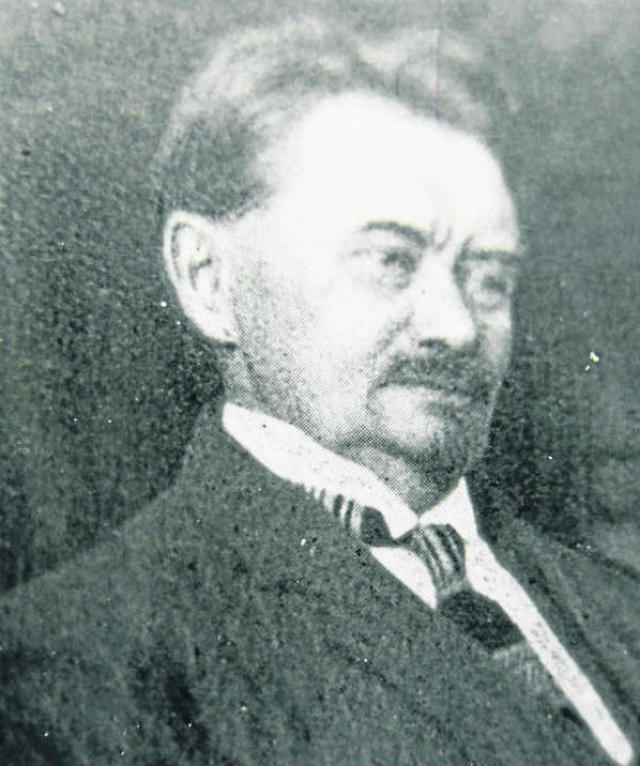
Anton Beer-Walbrunn

Anton Beer-Walbrunn (* 29. Juni 1864 in Kohlberg; † 22. März 1929 in München) war ein deutscher Komponist.

## Leben und Wirken
Antonius Joannes Beer wurde als 4. von fünf Kindern des Lehrers, Kantors, Mesners und Gemeindeschreibers Anton Beer und seiner Frau Margarethe, geborene Wallbrunn, in der oberpfälzischen Marktgemeinde Kohlberg geboren. Sein Geburtshaus wurde 2019 abgerissen. 1877 besuchte er die Präparandenschule Regensburg, machte 1880 die Aufnahmeprüfung in das Lehrerseminar Eichstätt, wechselte dann aber in das neu gegründete Seminar in Amberg – heute das Max-Reger-Gymnasium Amberg – und war 1882 einer der ersten Absolventen. 1886 bestand er das Schlussexamen als bester von 57 Kandidaten.
Sein Lehrer Domkapellmeister Wilhelm Widmann in Eichstätt setzte sich maßgeblich für ihn ein und ermöglichte ihm von 1888 bis 1891 ein Studium in München bei Joseph Rheinberger, Hans Bußmeyer und Ludwig Abel an der Königlichen Akademie der Tonkunst, wo er ab 1901  Kontrapunkt, Komposition, Harmonielehre und Klavier lehrte. 1908 wurde er zum Königlichen Professor ernannt. Zu seinen Schülern gehörten Télémaque Lambrino, Fritz Büchtger, Alfred Einstein, Carl Orff, Wilhelm Furtwängler, die spanische Komponistin Maria Rodrigo (1912–1914) wie auch der Musikwissenschaftler und -kritiker Eugen Schmitz.
1904 heiratete er die Kunstmalerin Ida Görtz, mit der er seitdem auch den Mädchennamen seiner früh verstorbenen Mutter als Doppelnamen Beer-Walbrunn führte.
Sein Grab befindet sich auf dem Münchner Waldfriedhof.

## Beer-Walbrunn-Tage
Der 2015 gegründete Anton Beer-Walbrunn-Kunst- und Kulturverein Kohlberg unter dem Vorsitz von Martin Valeske führt seit 2014 jährlich im Herbst „Beer-Walbrunn-Tage“ durch, bei denen seine Musik wieder aufgeführt wird. Er kooperiert dabei mit dem Markt Kohlberg, der Stadt Weiden und dem Bezirk Oberpfalz.

## Werke (Auswahl)
Vokalmusik (Lieder)
- op. 12 nach Texten von Ludwig Uhland und Adolf Friedrich von Schack
- op. 13 u. a. nach Nikolaus Lenau
- op. 24 nach Nikolaus Lenau
- op. 27 Lieder für Singstimme und Klavier
- op. 31 Der Flüchtling, Ballade für Bariton und Orchester
- op. 34 Zehn „Shakespeare-Sonette“
- op. 37 nach Annette von Droste-Hülshoff
- op. 39 nach Nikolaus Lenau und Ludwig Uhland
- op. 59 Geistliche Lieder nach Eichendorff
- op. 60 nach Eichendorff
- op. 62a Liederbuch für höhere Mädchenschulen
- op. 62b Liederbuch für Knabenmittelschulen
- op. 62c Bearbeitungen von Weihnachtsliedern für Singstimme, Klavier, Violine und Violoncello
- op. 63 Sieben Lieder für Singstimme und Klavier

Chormusik
- op. 7 Der Luftgeister Gesang für gemischten Chor und Orchester
- op. 16 Mahomets Gesang für Soli, Chor, Orchester und Orgel nach Goethe (1895)
- op. 1, 35b, 48, 66, 69 für gemischten Chor
- op. 35a, 53, 55, 68 für Männerchor

Bühnenwerke
- op. 10 Die Sühne, Oper nach Theodor Körner, UA 1894 Lübeck
- op. 18 Don Quixote, Oper nach Miguel de Cervantes, UA 1908 München, unter Felix Mottl
- op. 41 Sühne, Bearbeitung der Oper op. 10 als Volksoper in einem Akt
- op. 43 Bühnenmusik zu „Hamlet“ (1909)
- op. 47 Bearbeitung der Oper „Die drey Töchter Cecrops“ von N. A. Strungk
- op. 50 Das Ungeheuer, Lustspiel nach Anton Tschechow, UA 1914 Karlsruhe, Hoftheater
- op. 54 Schauspielmusik zu Shakespeares „Sturm“, 2 Akte
- op. 64 Der Sturm, Symbolisches Märchen in 3 Akten, Schauspielmusik

Orchesterwerke
- op. 2 Konzert-Ouvertüre
- op. 5 Symphonie f-Moll
- op. 9 Konzert-Allegro fis-Moll für Violine und Orchester
- op. 11 Symphonische Fantasie D-Dur „Künstlerleben“
- op. 22 Deutsche Suite
- op. 36 Symphonie E-Dur
- op. 38a Orchesterbearbeitung einer Canzone von Gabrieli
- op. 38b Bearbeitung einer Gavotte von Schlemüller für Violoncello und Orchester
- op. 40 „Wolkenkuckucksheim“, drei Burlesken
- op. 52 Konzert für Violine und Orchester G-Dur
- op. 61 Lustspielouvertüre nach Motiven der Oper „Das Ungeheuer“

Kammermusik
- op. 3 Kleine Phantasie g-Moll für Violine und Klavier
- op. 4 Streichquartett Nr. 1 C-Dur
- op. 6 Streichquartett Nr. 2 c-Moll
- op. 8 Klavierquartett F-Dur (UA mit Hans Pfitzner am Klavier)
- op. 14 Streichquartett Nr. 3 G-Dur
- op. 15 Sonate für Violoncello und Klavier G-Dur
- op. 17 Skizze eines Klavierquintetts g-Moll
- op. 19 Streichquartett Nr. 4 e-Moll
- op. 20 Ode für Violoncello und Klavier G-Dur
- op. 25 Humoreske für Streichquartett und Klavier G-Dur
- op. 26 Streichquartett Nr. 5 d-Moll
- op. 30 Sonate für Violine und Klavier d-Moll
- op. 33 Bearbeitungen von sechs Sonaten für Violine und Cembalo von Dall’Abaco
- op. 70 Klavierquintett g-Moll, Bearbeitung der Skizze op. 17

Klavierwerke
- op. 21 Reisebilder, Zyklus von sechs Klavierstücken
- op. 22 Deutsche Suite zu vier Händen für Klavier, auch arrangiert für Orchester
- op. 23 Fuge g-Moll, Marsch und Walzer (vierhändig)
- op. 42 Drei Stücke für Klavier solo sowie Violine und Klavier, darunter:
- op. 42/2 Variationen über „Wie schön leuchtet der Morgenstern“
- op. 56/57 Klavierstücke
- op. 58 Phantasiesonate fis-Moll für Klavier solo
- op. 67 Drei Stücke für Klavier solo

Orgelmusik
- op. 28 Drei Fugen für die Orgel (1905)
- op. 29 Drei kleine Fugen für die Orgel
- op. 32 Orgelsonate g-Moll (1906)
- op. 45 Kleine Stücke für die Orgel[7][8][9][10]

## Diskografie
- Anton Beer-Walbrunn – Shakespeare-Sonette und ausgewählte Lieder (Weltersteinspielung 2016). Angelika Huber (Sopran), Kilian Sprau (Klavier). Bayer Records BR 100 390
- Süddeutsche Orgelmusik der Spätromantik. Gerhard Weinberger (Orgel). TYXart / BR Klassik, TXA15052. Darunter die Orgelfuge über einen gregorianischen Choral op. 29/1. TXA15052
- Anton Beer-Walbrunn – Orgelwerke. Hans-Friedrich Kaiser (Orgel). Bayer Records BR 100 393, 2018
- Anton Beer-Walbrunn – Reisebilder und Lieder (Weltersteinspielung 2018). Angelika Huber (Sopran), Lauriane Follonier (Klavier). Bayer Records BR 100 395
- Cellowerke und Ausgewählte Lieder – Anton Beer-Walbrunn / Wilhelm Furtwängler. 2019, Bayer Records BR 100 397
- In Memoriam – Klavierwerke von Anton Beer-Walbrunn (Weltersteinspielungen 2020). Mamikon Nakhapetov (Klavier). Bayer Records BR 100 409.